# 遺伝子組換え血液凝固第VIII因子
遺伝子組換え血液凝固第VIII因子（いでんしくみかえけつえきぎょうこだいはちいんし）は、ヒト血液凝固第VIII因子を生物工学を利用して合成した製剤であり、ヒト献血由来製剤に常に存在するウイルス汚染の危険性が極めて低い事を特徴とする。静脈内に注射する。

## 概要
共通の効能・効果
血液凝固第VIII因子欠乏患者における出血傾向の抑制
共通の副作用
重大な副作用として、ショック、アナフィラキシーが知られている。

## オクトコグ アルファ
オクトコグ アルファ（Octocog alfa）は、2,332個のアミノ酸残基からなる糖蛋白質である。蛋白質部分の分子式はH鎖：C8241H12896N2264O2540S54、L鎖：C3553H5398N956O1032S35で、全体の分子量は300,000～350,000である。2020年3月に経過措置終了により販売終了した。
薬物動態
血中半減期は、13.96±4.18時間である。
製造
ヒトT細胞ハイブリドーマのmRNAに由来するヒト第VIII因子cDNAの発現により、ベビーハムスター腎細胞で産生される。

## ルリオクトコグ アルファ
ルリオクトコグ アルファ（Rurioctocog alfa）は、2,332個のアミノ酸残基からなる糖蛋白質である。蛋白質部分の分子式はC12257H17863N3220O3552S83で、全体の分子量は300,000～350,000である。2006年10月に承認された。
薬物動態
日本人における血中半減期は、13.00 ± 3.70時間である。
製造
ヒト肝細胞のmRNAに由来するヒト第VIII因子cDNAを導入したチャイニーズハムスター卵巣細胞で産生される:4。

## ルリオクトコグ アルファ ペゴル
ルリオクトコグ アルファ ペゴル（Rurioctocog alfa pegol）は、ルリオクトコグ アルファを2本のポリエチレングリコール鎖（合計の平均分子量：約20,000）でペグ化した糖蛋白質製剤である。全体の分子量は約330,000である。2016年3月に承認された。
薬物動態
血中半減期は、14.3±3.8時間である。
製造
チャイニーズハムスター卵巣細胞株を用いて培養製造される:37。

## ツロクトコグ アルファ
ツロクトコグ アルファ（Turoctocog alfa）は、H鎖（761アミノ酸）とL鎖（684アミノ酸）からなる糖蛋白質である。ヒト血液凝固第VIII因子の1～750番目および1638～2332番目のアミノ酸に相当する。蛋白質部分の分子式はC7480H11379N1999O2194S68で、全体の分子量は約176,000である。2014年1月に承認された。
薬物動態
日本人における血中半減期は、12.61±5.07時間である。
製造
チャイニーズハムスター卵巣細胞株を用いて培養製造される:19。

## ツロクトコグ アルファ ペゴル
ツロクトコグ アルファ ペゴル（Turoctocog alfa pegol）は、ツロクトコグ アルファのSer750に付加している糖鎖の非還元末端に2本のポリエチレングリコール鎖（合計の平均分子量：約40,000）がアミノ基に結合したノイラミン酸が結合している。蛋白質部分の分子式はH鎖：C3927H5981N1043O1151S29、L鎖：C3553H5400N956O956S33で、全体の分子量は約216,000である。2019年9月に承認された。
薬物動態
日本人における血中半減期は、平均18.98時間である。
製造
チャイニーズハムスター卵巣細胞を用いた遺伝子組換え技術により製造する:12。

## エフラロクトコグ アルファ
エフラロクトコグ アルファ（Efraloctocog alfa）は、754アミノ酸残基からなるA鎖、911アミノ酸残基からなるB鎖、227アミノ酸残基からなるC鎖で構成される遺伝子組換えFc-ヒト血液凝固第VIII因子融合糖蛋白質である。A鎖は第VIII因子の1～743番目および1638～1648番目のアミノ酸に、B鎖の1～684番目のアミノ酸は1649～2332番目のアミノ酸に相当する。B鎖の685～911番目のアミノ酸およびC鎖は、ヒトIgG1のFcドメインに相当する。蛋白質部分の分子式はA鎖：C3895H5939N1029O1146S29、B鎖：C4697H7179N1259O1370S41、C鎖：C1144H1773N303O345S8で、全体の分子量は約225,000である。2014年12月に承認された:1。
薬物動態
血中半減期は、平均19.0時間である。
製造
ヒト胎児腎臓由来細胞により産生される:5。

## ロノクトコグ アルファ
ロノクトコグ アルファ（Lonoctocog alfa）は、1,444個のアミノ酸残基からなる糖蛋白質で、ヒト血液凝固第VIII因子の１〜764番目及び1653〜2332番目のアミノ酸に相当する一本鎖遺伝子組換えヒト血液凝固第VIII因子アナログである。蛋白質部分の分子式はC7470H11355N1991O2196S68（全体の分子量は約170,000である:4。2017年9月に承認された。
薬物動態
日本人における血中半減期は、平均16.4時間である。
製造
チャイニーズハムスター卵巣細胞により産生される:4。

## ダモクトコグ アルファ ペゴル
ダモクトコグ アルファ ペゴル（Damoctocog alfa pegol）は、1438個のアミノ酸残基からなる糖蛋白質で、ヒト血液凝固第VIII因子の1～754番目（H鎖）および1649～2332番目（L鎖）のアミノ酸に相当する遺伝子組換えヒト血液凝固第VIII因子アナログである:7。ポリエチレングリコール鎖（平均分子量：約60,000）がリンカーを介して結合している。蛋白質部分の分子式はH鎖：C3895H5927N1029O1152S33、L鎖：C3550H5391N955O1032S36で、全体の分子量は約234,000である。2018年9月に承認された。
薬物動態
日本人における血中半減期は、平均16.3時間である。
製造
ベビーハムスター腎細胞から産生される。

## シモクトコグ アルファ
シモクトコグ アルファ（Simoctocog alfa）は、1438個のアミノ酸残基からなる糖蛋白質で、ヒト血液凝固第VIII因子の1～754番目（H鎖）および1649～2332番目（L鎖）のアミノ酸に相当する遺伝子組換えヒト血液凝固第VIII因子アナログである。蛋白質部分の分子式はH鎖：C3906H5940N1036O1145S29、L鎖：C3553H5400N956O1026S33で、全体の分子量は約170,000である。2021年1月に承認された。
薬物動態
日本人における血中半減期は、17.3±4.9時間である。
製造
ヒト胎児由来腎細胞株HEK293Fから産生される:1。

## オクトコグ ベータ
オクトコグ ベータ（Octocog beta）は、オクトコグ アルファと同一の2,332個のアミノ酸残基からなる糖蛋白質である:1。培養工程および精製工程でヒトおよび動物由来の成分が用いられない。2016年3月に承認された。
薬物動態
日本人における血中半減期は、平均12.8時間である。
製造
ベビーハムスター腎細胞で産生される。

## 参考資料
1. 1 2  “コージネイトFSバイオセット注250/注500/注1000 添付文書”. 2021年12月13日閲覧。
2. ↑  “国立医薬品食品衛生研究所 生物薬品部 オクトコグ アルファ”. www.nihs.go.jp. 2021年12月13日閲覧。
3. 1 2  “販売中止のお知らせ コージネイトFSバイオセット注250/500/1000/2000”. 2021年12月13日閲覧。
4. 1 2  “アドベイト静注用キット250／アドベイト静注用キット500／アドベイト静注用キット1000／アドベイト静注用キット1500／アドベイト静注用キット2000／アドベイト静注用キット3000 添付文書”. www.info.pmda.go.jp. 2021年12月13日閲覧。
5. ↑  “新薬承認受け年内にも発売へ‐20日付承認の主な新薬｜薬事日報ウェブサイト”. 2021年12月15日閲覧。
6. ↑  “アドベイト静注用キット250／アドベイト静注用キット500／アドベイト静注用キット1000／アドベイト静注用キット1500／アドベイト静注用キット2000／アドベイト静注用キット3000 インタビューフォーム”. www.info.pmda.go.jp. 2021年12月13日閲覧。
7. 1 2  “アディノベイト静注用キット250／アディノベイト静注用キット500／アディノベイト静注用キット1000／アディノベイト静注用キット1500／アディノベイト静注用キット2000／アディノベイト静注用キット3000 添付文書”. www.info.pmda.go.jp. 2021年12月13日閲覧。
8. 1 2  日経メディカル. “患者負担や感染リスクを減らした2つの新たな血友病A治療薬”. 日経メディカル. 2021年12月15日閲覧。
9. ↑  “アディノベイト静注用キット250／アディノベイト静注用キット500／アディノベイト静注用キット1000／アディノベイト静注用キット1500／アディノベイト静注用キット2000／アディノベイト静注用キット3000 インタビューフォーム”. www.info.pmda.go.jp. 2021年12月13日閲覧。
10. 1 2  “ノボエイト静注用250／ノボエイト静注用500／ノボエイト静注用1000／ノボエイト静注用1500／ノボエイト静注用2000／ノボエイト静注用3000 添付文書”. www.info.pmda.go.jp. 2021年12月13日閲覧。
11. ↑  日経メディカル. “ノボエイト：無血清で製造された2剤目の第VIII因子製剤”. 日経メディカル. 2021年12月15日閲覧。
12. ↑  “ノボエイト静注用250／ノボエイト静注用500／ノボエイト静注用1000／ノボエイト静注用1500／ノボエイト静注用2000／ノボエイト静注用3000 インタビューフォーム”. www.info.pmda.go.jp. 2021年12月13日閲覧。
13. 1 2  “イスパロクト静注用500／イスパロクト静注用1000／イスパロクト静注用1500／イスパロクト静注用2000／イスパロクト静注用3000 添付文書”. www.info.pmda.go.jp. 2021年12月13日閲覧。
14. ↑  日経メディカル. “ペグ化で半減期を延長した第3の血液凝固第VIII因子製剤”. 日経メディカル. 2021年12月15日閲覧。
15. ↑  “イスパロクト静注用500／イスパロクト静注用1000／イスパロクト静注用1500／イスパロクト静注用2000／イスパロクト静注用3000 インタビューフォーム”. www.info.pmda.go.jp. 2021年12月13日閲覧。
16. 1 2  “イロクテイト静注用250／イロクテイト静注用500／イロクテイト静注用750／イロクテイト静注用1000／イロクテイト静注用1500／イロクテイト静注用2000／イロクテイト静注用3000／イロクテイト静注用4000 添付文書”. www.info.pmda.go.jp. 2021年12月13日閲覧。
17. 1 2  “イロクテイト静注用250／イロクテイト静注用500／イロクテイト静注用750／イロクテイト静注用1000／イロクテイト静注用1500／イロクテイト静注用2000／イロクテイト静注用3000／イロクテイト静注用4000 インタビューフォーム”. www.info.pmda.go.jp. 2021年12月13日閲覧。
18. 1 2  “エイフスチラ静注用250／エイフスチラ静注用500／エイフスチラ静注用1000／エイフスチラ静注用1500／エイフスチラ静注用2000／エイフスチラ静注用2500／エイフスチラ静注用3000 添付文書”. www.info.pmda.go.jp. 2021年12月13日閲覧。
19. 1 2  “エイフスチラ静注用250／エイフスチラ静注用500／エイフスチラ静注用1000／エイフスチラ静注用1500／エイフスチラ静注用2000／エイフスチラ静注用2500／エイフスチラ静注用3000 添付文書”. www.info.pmda.go.jp. 2021年12月13日閲覧。
20. ↑  “半減期延長型血友病A治療薬 「エイフスチラ®」製造販売承認を取得”. www.cslbehring.co.jp. 2021年12月15日閲覧。
21. ↑  “ジビイ静注用500／ジビイ静注用1000／ジビイ静注用2000／ジビイ静注用3000 インタビューフォーム”. www.info.pmda.go.jp. 2021年12月13日閲覧。
22. ↑  日経メディカル. “ペグ化により半減期を延長した2番目の血液凝固第VIII因子製剤”. 日経メディカル. 2021年12月15日閲覧。
23. 1 2  “ジビイ静注用500／ジビイ静注用1000／ジビイ静注用2000／ジビイ静注用3000 添付文書”. www.info.pmda.go.jp. 2021年12月13日閲覧。
24. 1 2  “ヌーイック静注用250／ヌーイック静注用500／ヌーイック静注用1000／ヌーイック静注用2000／ヌーイック静注用2500／ヌーイック静注用3000／ヌーイック静注用4000 添付文書”. www.info.pmda.go.jp. 2021年12月13日閲覧。
25. ↑  “日本医薬品一般的名称（JAN）データベース”. jpdb.nihs.go.jp. 2021年12月13日閲覧。
26. ↑  日経メディカル. “ヒト細胞由来の血液凝固第VIII因子製剤”. 日経メディカル. 2021年12月15日閲覧。
27. ↑  “ヌーイック静注用250／ヌーイック静注用500／ヌーイック静注用1000／ヌーイック静注用2000／ヌーイック静注用2500／ヌーイック静注用3000／ヌーイック静注用4000 インタビューフォーム”. www.info.pmda.go.jp. 2021年12月13日閲覧。
28. ↑  “コバールトリイ静注用250／コバールトリイ静注用500／コバールトリイ静注用1000／コバールトリイ静注用2000／コバールトリイ静注用3000 インタビューフォーム”. www.info.pmda.go.jp. 2021年12月13日閲覧。
29. 1 2  “コバールトリイ静注用250／コバールトリイ静注用500／コバールトリイ静注用1000／コバールトリイ静注用2000／コバールトリイ静注用3000 添付文書”. www.info.pmda.go.jp. 2021年12月13日閲覧。